# État de Qin
Pour les articles homonymes, voir Qin.
vers 771 av. J.-C. – 221 av. J.-C.
Entités précédentes :
- Dynastie Zhou
- Territoire des Rong

Entités suivantes :
- Dynastie Qin

L'État de Qin ou Ts'in (EFEO) (秦) (v. 771 av. J.-C. - 207 av. J.-C.) apparaît au début de la dynastie des Zhou Orientaux, dans la vallée de la Wei (actuelle province du Shaanxi). État semi-barbare aux confins occidentaux de la Chine des Zhou, son influence s'accroît au cours de la période des Printemps et Automnes et surtout des Royaumes combattants, à la fin de laquelle le roi de Qin, ayant annexé ses six principaux rivaux (Qi, Chu, Han, Yan, Zhao, et Wei) fonde la dynastie Qin (221 av. J.-C.-207 av. J.-C.). La famille régnante du Qin portait le nom de Ying (嬴).

## Origines
Selon Sima Qian, les princes de Qin se disaient descendre de l'empereur Zhuanxu (un des cinq souverains). Un de leurs ancêtres, Dafei, qui avait aidé Yu le Grand dans ses travaux, fut honoré par l'empereur Shun, qui lui donna le nom de famille de Ying en récompense.
Les descendants de Dafei se scindèrent en deux branches :
- une branche occidentale, installée à Quanqiu (犬丘 la colline aux chiens) dans la vallée de la Wei (près de l'actuelle Tianshui), qui deviendra la famille régnante de Qin
- une branche orientale, à l'est du Fleuve Jaune, qui deviendra la famille royale de Zhao

Feizi, éleveur réputé de chevaux, est engagé par le roi Xiao des Zhou (IXe siècle av. J.-C.) qui, satisfait de ses services, lui offre des terres connues sous le nom de Qin et anoblit la branche occidentale. Les princes de Qin entretenant de bonnes relations avec les barbares Rong qui habitaient à l'ouest, le roi de Zhou voyait dans cette alliance un moyen de préserver son royaume. Au début du VIIIe siècle (771 av. J.-C.), les Rong Chiens attaquent la capitale des Zhou, qui doivent fuir vers l'est. Le prince de Qin protège la fuite de la maison royale, et se voit donner en fief tous les territoires occidentaux qu'il reprendra aux Rong. Qin devient alors un des princes feudataires.

## Période des Printemps et des Automnes
Le Qin continua à devenir plus puissant au fil des siècles, notamment du fait de l’extraordinaire capacité industrielle de son peuple. Les ducs de Qin mettaient en place un grand nombre de projets pour améliorer leur État, dont notamment beaucoup de travaux publics de grande ampleur comme des canaux d’irrigation et de puissants murs de défense. De plus, les Qin était un peuple de demi-barbares, descendant de la tribu non-chinoise des Rong, venant des steppes. De ce fait, dès le début de son histoire, le Qin dut faire face aux autres États « complètement chinois » qui bordaient ses frontières.
L'État de Qin gagne progressivement en puissance durant le règne du duc Mu de Qin, qui vainc plusieurs petits États et étend son territoire vers l'est. Cette expansion prend fin en 627 av. J.-C.,après la défaite des troupes du Qin contre celles de l'État de Jin, lors d'une bataille qui se déroule dans les Monts Xiao, une chaîne de montagnes de  l'ouest du Henan. Ayant perdu environ 30 000 hommes, dont la plupart étaient des soldats d'élite, lors des combats, les dirigeants de Qin comprennent que leur état est trop faible pour poursuivre son expansion vers l'est et se lancent dans une politique d'expansion vers l'ouest. Au cours de ce processus, ils affrontent plusieurs peuples barbares et groupes nomades et réussissent à conquérir plusieurs petits États à l'ouest et au nord-ouest. Cette phase d'expansion vers l'ouest permet à Qin de renforcer sa puissance.

## Période des Royaumes combattants

### Shang Yang

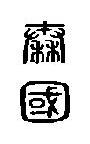
État de Qin (calligraphie chinoise ancienne, 220 av. J.-C.)

L’événement le plus marquant de l’histoire du Qin avant le IIIe siècle av. J.-C. fut l’arrivée au pouvoir de Shang Yang. Shang Yang était un fervent partisan de la philosophie connue sous le nom de Légisme. Le Légisme affirme que des lois rigoureuses et des châtiments durs sont nécessaires pour maintenir l'ordre.
Shang Yang devient Premier ministre du Qin sous le gouvernement du duc Xiao et transforme l’État en une machine vigoureusement réglée, dont le seul but était l’élimination de ses rivaux. Shang Yang met à l’écart l’aristocratie et s’appuie sur une méritocracie, au sein de laquelle seuls ceux qui prouvaient leur valeur pouvaient atteindre les hauts postes et le droit de naissance était réservé uniquement au dirigeant de l’État. Shang Yang s’attira ainsi de nombreux ennemis et après la mort du duc Xiao il fut poursuivi et finalement tué. Cependant les réformes légalistes de Shang Yang avaient des avantages certains et aucun des successeurs ne se risqua à les abroger.
Quarante et une préfectures sont instituées qui couvrent tout le territoire. Toutes les mesures de longueur et de poids sont unifiées. On abolit les anciens titres et privilèges nobiliaires et l’on crée, en faveur de ceux qui se sont illustrés à la guerre, vingt degrés de noblesse militaire qui donnent droit à des pensions. Les titres sont octroyés en fonction du nombre de têtes coupées à l’ennemi. La production agricole est encouragée par des exemptions de corvées accordées aux paysans dont la production dépasse une certaine quantité de grains. Le vagabondage est interdit ; les déplacements sont soumis à un contrôle policier ; les premières fiches de police dans les auberges font leur apparition. Les errants et les oisifs sont réduits en esclaves d’État. Les livres classiques (Odes, Histoire, Rituels…) qui servaient de base à l’enseignement des écoles sont brûlés. Un nouveau mode d’organisation est imposé aux anciennes communautés paysannes, qui sont groupées par ensembles de cinq et dix familles qui constituent des formations paramilitaires. Sur ces groupes, pèse un régime de responsabilité collective et de dénonciation obligatoire de tous les délits. La disposition des champs cultivés est bouleversée et les anciennes clôtures sont détruites.
Un des résultats les plus marquants de ce programme de réforme concernait le domaine militaire. Auparavant l’armée était traditionnellement contrôlée par les nobles. À l’issue de la réforme, les généraux pouvaient provenir de n’importe quelle classe de la société s’ils disposaient des compétences requises. De plus, les troupes devinrent extrêmement entraînées et disciplinées. Mais ce qui importait le plus est que l’armée du Qin s’accrut rapidement pour atteindre une taille énorme et pouvait s’appuyer sur l’ensemble de l'État. Les nombreux projets de travaux publics, favorisant un accroissement de la production agricole, permirent au Qin d’entretenir des troupes régulières de plus d’un million de soldats, ce qu’aucun des autres États ne pouvait réaliser (à part, peut-être, le royaume semi-barbare de Chu).

### Expansion du Qin
En 260 av. J.-C., la Chine découvrit la pleine puissance des réformes du Qin dans le domaine de la guerre. Tous les vestiges de l’aristocratie avaient disparu en faveur d’une efficacité brute. Après la bataille de Changping les généraux Qin ordonnèrent l’exécution de quelque 400 000 prisonniers de guerre du royaume voisin de Zhao.
Au milieu du IIIe siècle av. J.-C., le Qin entame un projet massif afin de confirmer sa prééminence. Le royaume de Han était effrayé par l’expansion des Qin vers l’est, qui se ferait probablement à leurs dépens. Le roi du Han tente alors de détruire le Qin, non par les armes, ce qui aurait été inutile, mais à l’aide d'un ingénieur hydraulique. Les Qin avait montré leur penchant pour la construction de très larges canaux, comme celui du plan d’irrigation de la rivière Min. L’idée de l'ingénieur Zheng Guo était de convaincre le roi du Qin de consacrer ses ressources dans un canal encore plus grand. Le Qin accepta de construire cet ouvrage ruineux, mais malheureusement pour le Han leur plan échoua. Bien qu’il ait effectivement permis de retarder l'expansion du Qin, il ne permit pas de venir à bout des ressources du Qin. Après l’achèvement du canal en 246 av. J.-C., toutes les pertes du Qin étaient rattrapées et le royaume disposait même d’un vaste excédent. Le Qin devint alors un des États les plus fertiles de Chine et put lever des centaines de milliers de troupes, en se reposant sur l’expansion de l’agriculture de l’État.
À cette époque, le nombre d’États féodaux avait été réduit de plusieurs centaines en sept grands royaumes. Les deux plus puissants État étaient le Qin et le Chu. Cependant, l’expansion de ce dernier avait été contrariée par la résistance des États voisins. Au contraire, le Qin avait pu facilement annexer les faibles États voisins et, bien que le Chu ait pu finalement venir à bout du Yue, à la fin du IVe siècle av. J.-C., la longue campagne militaire avait épuisé ses ressources. Malgré tout cela, le Chu demeurait un rival pour le pouvoir croissant du Qin.
Les ennemis les plus immédiats pour le Qin étaient le Zhao et le Han qui étaient tous les deux puissants, le premier restant une menace. Qin, qui développe une politique d'expansion territoriale sous le ministre Fan Sui, gagna une victoire décisive contre Zhao à la bataille de Changping en 260 av. J.-C. Il fallait également composer avec les rois Zhou toujours en théorie maîtres de la Chine. En 256 av. J.-C. ces derniers furent déposés, réglant définitivement le problème. Cette action était un message clair des Qin envers les six autres royaumes : le Qin avait l’intention de diriger l’ensemble de la Chine.

### Formation de l’Empire

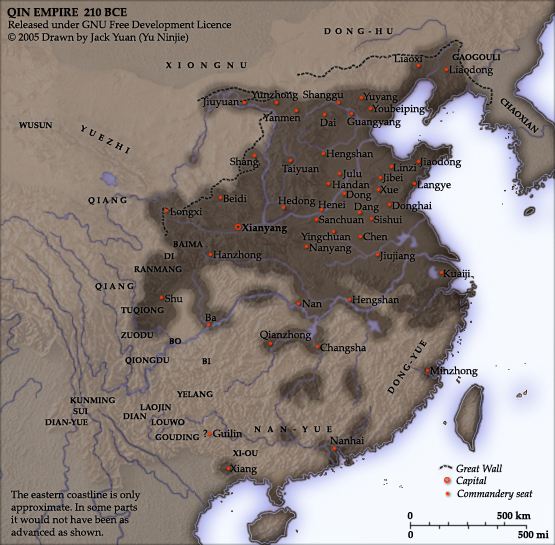
L'empire Qin en 210 av. J.-C., durant la dynastie Qin.

L'année 246 av. J.-C. marque le début de la fin de la période des Royaumes combattants, car elle vit l’arrivée sur le trône du Qin d’un garçon de treize ans nommé Ying Zheng, sous la régence du Chancelier Lü Buwei.
Seize ans plus tard, Ying Zheng devait lancer la longue campagne d'unification de la Chine par une invasion de l’État du Han, tel que le préconisait son nouveau ministre, le légiste Li Si.
La puissante armée du Qin vient à bout du Han en 230 av. J.-C. ; le Qin se tourne alors vers le Zhao, dont l’armée avait été mise en déroute à Changping trente ans plus tôt. Le Zhao tombe en 228 av. J.-C., puis le Wei suit rapidement. À partir de là, il semblait probable que la victoire finale du Qin était proche. Cependant rien n'était certain tant que le Chu se dressait face au Qin.
À ce moment, ce qui devait rester comme les deux plus grandes armées des royaumes engagèrent la bataille pour la maîtrise de la Chine. En 223 av. J.-C. la victoire du Qin devient inévitable, avec la conquête du Chu.
Ce qui suivit ne fut plus qu'une simple opération de nettoyage. Une campagne de quelques mois dans le Yan permit l’annexion de cet État. Seul le Qi demeurait mais, devant l'avancée inexorable du Qin, il rendit les armes sans combattre.
En l'an 221 av. J.-C., qui marque un tournant majeur de la longue histoire de la Chine, le roi Ying Zheng du Qin se déclara non seulement maître de toute la Chine, mais élabora également un nouveau nom, qui l'élevait à une dignité jamais atteinte (hormis pour les souverains fondateurs mythiques) : Qin Shi Huang (始皇帝), le Premier Empereur et ordonna que tous les dirigeants de sa dynastie suivent son exemple.

## Événements marquants
- 557 av. J.-C. le Jin domine le Qin.
- 361 av. J.-C. le duc Xiao de Qin accède au trône. Shang Yang arrive du Wei.
- 356 av. J.-C. Shang Yang met en place son premier ensemble de réformes de l'État.
- 350 av. J.-C. Shang Yang met en place son second ensemble de réformes de l'État.
- 338 av. J.-C. le Duc Xiao meurt, le roi Huiwen accède au trône et Shang Yang est exécuté.
- 316 av. J.-C. le Qin conquiert les royaumes de Ba et de Shu, dans le Sichuan.
- 293 av. J.-C. le Qin bat les forces coalisées du Wei et du Han durant la Bataille de Yique.
- 260 av. J.-C. le Qin vient à bout des troupes du Zhao à la Bataille de Changping.
- 256 av. J.-C. le Qin conquiert les anciens royaumes de Zhou.
- 247 av. J.-C. Zheng, connu plus tard sous le nom de Qin Shi Huangdi, accède au trône.
- 230 av. J.-C. le Qin conquiert le Han.
- 228 av. J.-C. le Qin conquiert le Zhao, capturant le roi Qian du Zhao.
- 225 av. J.-C. le Qin conquiert le Wei.
- 223 av. J.-C. le Qin conquiert le Chu
- 222 av. J.-C. le Qin conquiert le Yan et capture le roi Jia du Dai (demi-frère du roi Qian du Zhao) qui avait dirigé les dernières forces du Zhao.
- 221 av. J.-C. le Qin conquiert le Qi, complétant l'unification de la Chine, et inaugurant la Dynastie Qin. Le roi du Qin devient le premier empereur de Chine et est connu sous le nom de Qin Shi Huangdi.

## Dirigeants

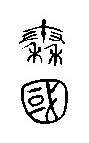
État du Qin
(sur bronze, 800 av. J.-C.)

Les dates de règnes sont celles fournies par Sima Qian, dans les tableaux du Shiji (chapitres 14 et 15). D'autres textes, ou des chapitres différents du Shiji donnent des dates légèrement différentes. Le début de chaque règne est l'année de la mort du souverain précédent, soit l'année qui précède la première année indiquée dans les chroniques.
1. Feizi (非子), régna de 860 av. J.-C. à 858 av. J.-C.
2. Qín Hóu (en) (秦侯), régna de 858 av. J.-C. à 848 av. J.-C. : fils de Feizi
3. Gongbo (en) (公伯), régna de 848 av. J.-C. à 845 av. J.-C. : petit-fils de Feizi
4. Qin Zhong (en) (秦仲), régna de 845 av. J.-C. à 822 av. J.-C. : arrière-petit-fils de Feizi
5. Duc Zhuang (en) (莊公), régna de 822 av. J.-C. à 778 av. J.-C. : Ying Ye (也), fils de Qin Zhong (en)
6. Duc Xiang (en) (襄公), régna de 778 av. J.-C. à 766 av. J.-C. : fils du Duc Zhuang
7. Duc Wen (en) (文公), régna de 766 av. J.-C. à 716 av. J.-C.
8. Duc Xian (en) (寧公), régna de 716 av. J.-C. à 704 av. J.-C.
9. Prince Chu (en) (出子), régna de 704 av. J.-C. à 698 av. J.-C., usurpateur, il ne reçoit pas le titre posthume de duc
10. Duc Wu (en) (武公), régna de 698 av. J.-C. à 678 av. J.-C.
11. Duc De (en) (德公), régna de 678 av. J.-C. à 676 av. J.-C.
12. Duc Xuan (en) (宣公), régna de 676 av. J.-C. à 664 av. J.-C.
13. Duc Cheng (en) (成公), régna de 664 av. J.-C. à 660 av. J.-C.
14. Duc Mu (en) (穆公), régna de 660 av. J.-C. à 621 av. J.-C.
15. Duc Kang (en) (康公) : Ying Ying (罃), régna de 621 av. J.-C. à 609 av. J.-C.
16. Duc Gong (en) (共公): Ying Yong (稻), régna de 609 av. J.-C. à 604 av. J.-C.
17. Duc Huan (en) (桓公): Ying Rong (榮), régna de 604 av. J.-C. à 577 av. J.-C.
18. Duc Jing (en) (景公): Ying Hou (後), régna de 577 av. J.-C. à 537 av. J.-C.
19. Duc Ai (en) (哀公), régna de 537 av. J.-C. à 501 av. J.-C.
20. Duc Hui Ier (en) (惠公), régna de 501 av. J.-C. à 491 av. J.-C.
21. Duc Dao (en) (悼公), régna de 491 av. J.-C. à 477 av. J.-C.
22. Duc Li (en) (厲公) ou Ligong (en) (厲共公): Ying Ci (刺), régna de 477 av. J.-C. à 443 av. J.-C.
23. Duc Zao (en) (躁公), régna de 443 av. J.-C. à 429 av. J.-C.
24. Duc Huai (懷公), régna de 429 av. J.-C. à 425 av. J.-C.
25. Duc Ling (靈公): Ying Su (肅), régna de 425 av. J.-C. à 415 av. J.-C.
26. Duc Jian (簡公): Ying Daozi (悼子), régna de 415 av. J.-C. à 400 av. J.-C.
27. Duc Hui II (惠公), régna de 400 av. J.-C. à 387 av. J.-C.
28. Duc Chu (出公), régna de 387 av. J.-C. à 385 av. J.-C.
29. Duc Xian (獻公): Ying Shiti (師隰), régna de 385 av. J.-C. à 362 av. J.-C.
30. Duc Xiao (孝公), régna de 362 av. J.-C. à 338 av. J.-C.
31. Roi Huiwen (惠文王), régna de 338 av. J.-C. à 311 av. J.-C., aussi connu sous le nom de Roi Hui (惠王): Ying Si (駟), prend le titre de roi en 325 av. J.-C.
32. Roi Wu (武王), régna de 310 av. J.-C. à 307 av. J.-C. : Ying Dang (蕩)
33. Roi Zhaoxiang (昭襄王), régna de 307 av. J.-C. à 251 av. J.-C., aussi connu sous le nom de Roi Zhao: Ying Ze (则) ou Ying Ji (稷)
34. Roi Xiaowen (孝文王), régna de 251 av. J.-C. à 250 av. J.-C. : Ying Zhu (柱)
35. Roi Zhuangxiang (荘襄王), régna de 250 av. J.-C. à 247 av. J.-C. : Ying Zichu (子楚)
36. Qin Shi Huangdi (秦始皇), régna de 247 av. J.-C. à 210 av. J.-C. (comme roi de Qin (秦王) jusqu'à 221 av. J.-C., comme Premier Empereur (始皇帝) à partir de 221 av. J.-C.): Ying Zheng (政)
37. Qin Er Shi, régna de 210 av. J.-C. à 207 av. J.-C. : Ying Huhai (胡亥)
38. Ziying (子嬰), régna de mi-octobre à début décembre de l'année 207 av. J.-C.